# Alessandro Campagna
Alessandro Campagna (né le 26 juin 1963 à Palerme) est un joueur puis entraîneur italien de water-polo, médaillé plusieurs fois. Depuis 1996, il a entraîné à trois reprises l'équipe masculine d’Italie, notamment depuis novembre 2008.

## Biographie
Joueur du Circolo Canottieri Ortigia, il remporte avec Roma Racing un trophée LEN en 1994 et une coupe d’Europe des vainqueurs de coupe en 1996.
Sélectionné 409 fois en équipe nationale, il remporte sous la direction de Ratko Rudić la médaille d’or aux Jeux olympiques d’été de 1992, le championnat d’Europe de 1993, le championnat du monde en 1994 et, de nouveau, le titre européen en 1995.
Il commence sa carrière d’entraîneur en tant qu'adjoint de Rudić de 1996 à 1998 avant de se voir confier l'équipe junior de 1998 à 2000 qu'il conduit notamment au titre de champion du monde junior. En 2000, il devient l'entraîneur de l’équipe sénior.
Il est nommé entraîneur de l’équipe de Grèce de janvier 2003 à août 2008.
En novembre 2008, il revient à la tête de la sélection italienne qui obtient le titre de champion du monde en 2011.

## Hommage
Le 7 mai 2015, en présence du président du Comité national olympique italien (CONI), Giovanni Malagò, a été inauguré  le Walk of Fame du sport italien dans le parc olympique du Foro Italico de Rome, le long de Viale delle Olimpiadi. 100 tuiles rapportent chronologiquement les noms des athlètes les plus représentatifs de l'histoire du sport italien. Sur chaque tuile figure le nom du sportif, le sport dans lequel il s'est distingué et le symbole du CONI. L'une de ces tuiles lui est dédiée .